# George Kubler
George Alexander Kubler (26 de julio de 1912 - 3 de octubre de 1996) fue un historiador del arte norteamericano especialista en el arte y la arquitectura de la América precolombina y el arte iberoamericano.

## Biografía
Kübler nació en Hollywood, California, pero la mayor parte de su educación temprana la recibió en Europa. Asistió a la escuela secundaria en la Western Reserve Academy, una escuela privada, en Hudson, Ohio. Luego fue a la Universidad Yale, donde obtuvo un AB (1934), AM (1936) y PhD (1940), estos dos últimos bajo la dirección de Henri Focillon. 
A partir de 1938, fue miembro de la Universidad de Yale y profesor de la cátedra Robert Lehman (1964-1975), profesor emérito de la facultad de Yale (1975-1983) y después de su retiro, investigador residente.
En 1951 fue comisionado por la UNESCO para que vaya a Cusco, Perú, a evaluar los daños sufridos por el Terremoto de 1950 en las construcciones incaicas y coloniales. En 1957 redactó para Ars Hispaniae el volumen de la Arquitectura de los siglos XVII y XVIII, posteriormente traducido y ampliado por Martín S. Soria para su publicación en la Pelikan History of Art con el título Art and Architecture in Spain and Portugal and Their American Dominions, 1500-1800.
Recibió varios premios, entre ellos tres becas Guggenheim, el American Council of Learned Societies le dio subvenciones para sus investigaciones en México y el gobierno de México le otorgó la Orden del Águila Azteca. También fue galardonado con la Medalla William Devane Clyde en 1991.

## Obras
Selección de algunas de sus obras
- Arquitectura de los siglos XVII-XVIII. Vol. 14 de Ars Hispaniae, Madrid, 1957. Traducido y ampliado por Martín S. Soria: Baroque Art and Architecture in Spain and Portugal and Their American Dominions, 1500-1800. Baltimore: Penguin Books, 1959.
- Building of the Escorial. Princeton: Princeton University Press, 1982. Traducción castellana: La obra del Escorial. Madrid: Alianza Forma, 1983, ISBN 84-206-9022-8
- Arte y arquitectura en la América precolonial: los pueblos mexicanos, mayas y andinos. Madrid: Cátedra, 1986. ISBN 84-376-0621-7.
- Arquitectura mexicana del siglo XVI. Universidad de Yale, 1948.
- La configuración del tiempo: observaciones sobre la historia de las cosas. Madrid: Nerea, 1988. ISBN 84-86763-05-3.

Sobre el autor
- Bonet Correa, Antonio (1996). In Memoriam George Kubler. Anales de Historia del Arte n’ 6. Servicio Publicaciones UCM.

- Chueca Goitia, Fernando. George Kubler. Boletín de la Real Academia de Bellas Artes de San Fernando, Número 84, Primer semestre de 1997. Servicio Publicaciones UCM.